# 865 Zubaida
865 Zubaida
865 Zubaida là một tiểu hành tinh ở vành đai chính. Nó được Max Wolf phát hiện ngày 15.2.1917 ở Heidelberg, và được đặt theo tên Zubaida, nhân vật trong vở opera Abu Hassan của Carl Maria von Weber.